# Lepeophtheirus crassus
Lepeophtheirus crassus är en kräftdjursart som först beskrevs av Bere 1936.  Lepeophtheirus crassus ingår i släktet Lepeophtheirus och familjen Caligidae. Inga underarter finns listade i Catalogue of Life.